# Interstate 81
L'Interstate 81 (I-81) è un'autostrada statunitense della Interstate Highway che si estende per 1376 chilometri e collega Dandridge con il confine canadese sul Thousand Islands Bridge presso Wellesley Island.